# Dacre Stoker
Dacre Calder Stoker (Montréal, 23 agosto 1958) è uno scrittore e pentatleta canadese.

## Biografia
Nato a Montréal, nel Québec, il 23 agosto 1958, ma residente da alcuni anni negli Stati Uniti, è il pronipote del celebre scrittore irlandese Bram Stoker.
Atleta di pentathlon moderno ed allenatore della squadra canadese di pentathlon ai Giochi olimpici di Seul del 1988, vive nella Carolina del Sud con la moglie e i due figli. Ha esordito come scrittore nel 2009 con il romanzo Undead - Gli immortali, seguito di Dracula. Nella stesura del romanzo ha collaborato con lo scrittore e studioso Ian Holt. Nel 2018, in collaborazione con J.D. Baker, scrive Dracul, prequel di Dracula che vede protagonista Bram Stoker in persona, coinvolto in eventi che lo ispireranno nella stesura del suo celebre romanzo.

## Opere
- Undead - Gli immortali
- Dracul